# Kotzensee
Der Kotzensee ist ein See bei der Ortschaft Storkow im Landkreis Vorpommern-Greifswald in Mecklenburg-Vorpommern.
Das etwa 2,8 Hektar große Gewässer befindet sich im Stadtgebiet von Penkun, zwei Kilometer östlich des Ortszentrums von Storkow. Der See hat keine natürlichen Zu- oder Abflüsse. Die maximale Ausdehnung des Kotzensees beträgt etwa 260 mal 230 Meter.